# Todesfall Jonny K.

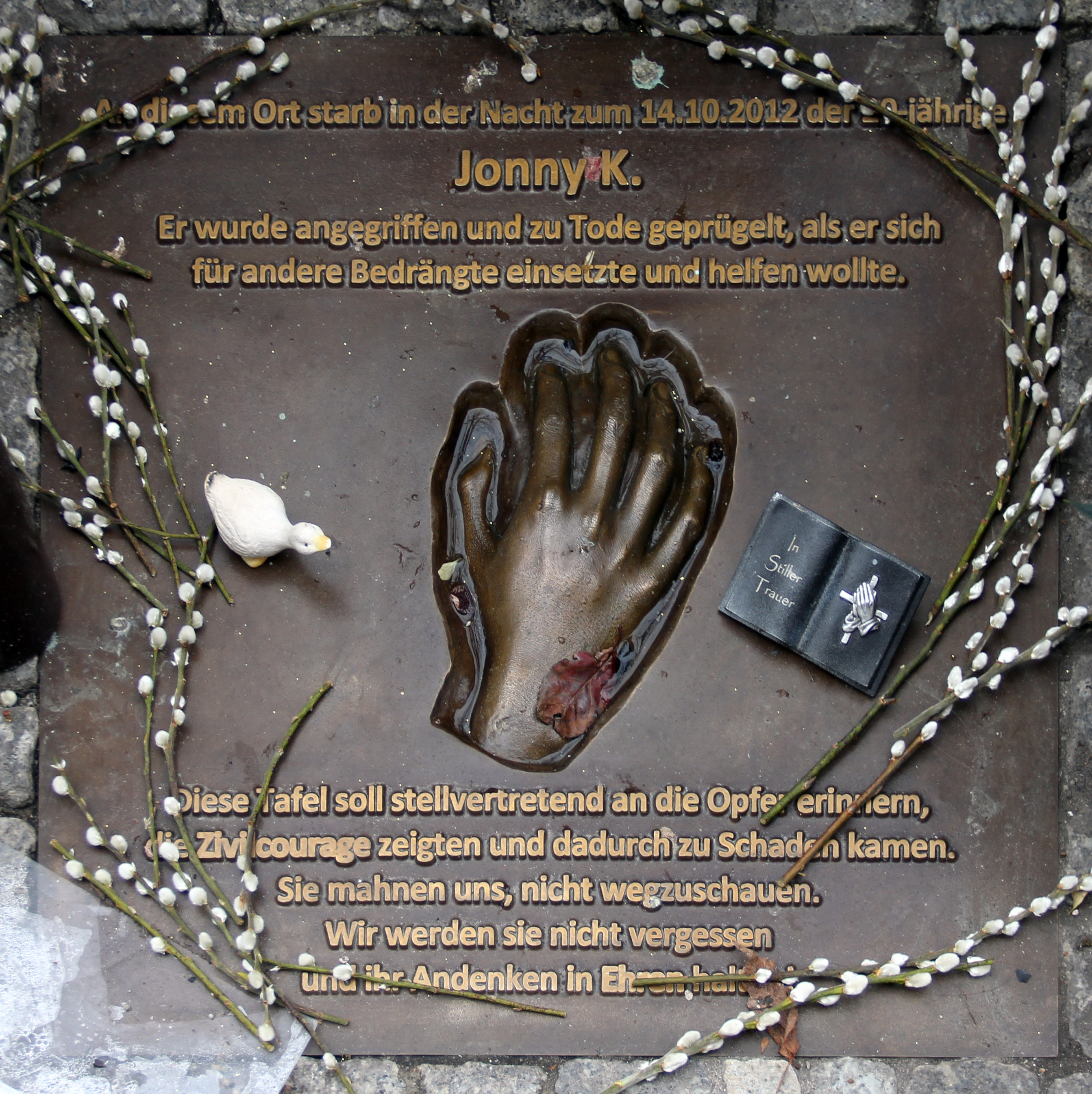
Gedenktafel, Rathausstraße 13, in Berlin-Mitte

Der Todesfall Jonny K. ist ein Kriminalfall, der sich im Oktober 2012 in Berlin ereignete. Der 20-jährige Jonny K. wurde in der Nacht zum 14. Oktober 2012 in der Nähe des Berliner Alexanderplatzes zum Opfer einer gewalttätigen Auseinandersetzung. Der Vorfall erhielt eine breite öffentliche Aufmerksamkeit und führte zu einer Diskussion über Jugend- und Ausländerkriminalität in Deutschland.

## Vorfall
Jonny K. wurde am 7. April 1992 in Khon Kaen, Thailand, als Sohn einer thailändischen Mutter und eines deutschen Vaters geboren. Jonny K. war Fachoberschüler und lebte mit seiner Familie in Berlin. Dort besuchte Jonny K. am Abend des 13. Oktober 2012 eine Geburtstagsfeier, die in einem Club im Basisgebäudekomplex des neben dem Alexanderplatz liegenden Berliner Fernsehturms stattfand. In der Nacht zum 14. Oktober 2012 verließ er zusammen mit drei Freunden die Feier. Die vier jungen Männer im Alter zwischen 20 und 29 Jahren, jeweils mit Migrationshintergrund, waren alkoholisiert. Zwischen Fernsehturm und Rotem Rathaus kam es an der Rathausstraße () – auf dem Gehweg vor einem in den Rathauspassagen befindlichen Lokal – zu einem Streit mit einer anderen, sechsköpfigen Gruppe von jungen Männern, ebenfalls mit Migrationshintergrund, der zu einer gewalttätigen Auseinandersetzung zwischen Onur U. und einem Bekannten von Jonny K. führte. Im Laufe dieser Auseinandersetzung sollen Bilal K. und Melih Y. dann Jonny K., der seinem Freund zu Hilfe kommen wollte, zu Boden gerissen und anschließend mehrmals gegen seinen Kopf getreten haben, wodurch dieser bewusstlos wurde. Jonny K. wurde am Tatort vom Notarzt wiederbelebt und in eine Berliner Klinik eingeliefert. Er fiel später aber ins Koma und starb am nächsten Tag infolge eines Blutgerinnsels im Gehirn.

## Ermittlungsverfahren und Prozess
Wenige Tage nach der Tat stellten sich zwei von sechs mutmaßlichen Tätern, jeweils mit türkischem Migrationshintergrund und teils mit doppelter Staatsbürgerschaft, der Polizei, und ein dritter Verdächtiger wurde gefasst. Ein vierter Verdächtiger stellte sich den Ermittlungsbehörden im Dezember 2012. Drei von ihnen kamen in Untersuchungshaft. Zwei weitere Tatverdächtige flüchteten nach der Tat ins Ausland.
Anfang März 2013 erhob die Staatsanwaltschaft Anklage gegen zunächst vier Tatverdächtige. Den jungen Männern im Alter von 19 bis 21 Jahren wird unter anderem gefährliche Körperverletzung vorgeworfen. Zwei von ihnen wird Körperverletzung mit Todesfolge zur Last gelegt. Eine Anklage wegen Mordes oder Totschlags wurde laut Staatsanwaltschaft nicht erhoben, weil gerichtsmedizinische Untersuchungen und die übrigen Ermittlungen den dafür erforderlichen Tötungsvorsatz nicht bestätigt hatten.
Der nach Medienberichten zunächst nach Griechenland geflüchtete mutmaßliche Haupttäter Bilal K. stellte sich Anfang März 2013 den deutschen Behörden. Gegen den in die Türkei geflüchteten Onur U. erließen die türkischen Polizeibehörden einen eigenen Haftbefehl und erbaten dafür bei den deutschen Polizeibehörden Einsicht in die Ermittlungsakten. Bundeskanzlerin Angela Merkel sprach den Fall des zu Tode geprügelten Schülers Jonny K. laut Informationen des Spiegel bei ihrem Treffen mit dem türkischen Premierminister Recep Tayyip Erdoğan am 25. Februar 2013 in Ankara an. Merkel machte klar, dass sie eine aktive Fahndung der Türkei nach dem Tatverdächtigen erwarte. Knapp ein halbes Jahr nach der tödlichen Prügelattacke begann die türkische Justiz mit Ermittlungen gegen den Hauptverdächtigen Onur U. Kurz darauf stellte sich dieser im April 2013 nach seiner Rückkehr aus der Türkei nach Deutschland am Berliner Flughafen Tegel der Polizei.
Alle sechs Verdächtigen mussten sich ab dem 13. Mai 2013 vor dem Landgericht Berlin verantworten. Am 15. August 2013 wurden die Urteile gesprochen. Trotz der gezielten Schläge und Tritte gegen den Kopf sah das Gericht einen Tötungsvorsatz als nicht gegeben an. Eine Verurteilung wegen Totschlags oder Mordes schied daher aus. Das Gericht bewertete die Berichterstattung in der Presse explizit als strafmildernd. Diese habe die Tatverdächtigen noch vor dem Prozess als „Mörder“ und „Killer“ bezeichnet, obwohl kein juristisches Tötungsdelikt vorgelegen habe, sondern Körperverletzung mit Todesfolge. Alle sechs Täter wurden vom Gericht zu Haftstrafen ohne Bewährung wegen gefährlicher Körperverletzung, zum Teil nach Jugendstrafrecht, verurteilt. Der Haupttäter Onur U. wurde wegen Körperverletzung mit Todesfolge zu viereinhalb Jahren Haft verurteilt. Die Verteidiger hatten für die Täter jeweils Bewährungsstrafen beantragt. Die Verteidiger beantragten für alle Urteile Revision beim Bundesgerichtshof. Die verurteilten Täter im Alter zwischen 19 und 25 Jahren wurden, bis auf Onur U., gegen Auflagen auf freien Fuß gesetzt, da die Urteile wegen der Revision noch nicht rechtskräftig wurden. Onur U., bereits dreimal vorbestraft, blieb in Untersuchungshaft.
Zwei weitere Angeklagte, Bilal K. und Melih Y., wurden zu jeweils zwei Jahren und acht Monaten Haft verurteilt. Auch sie beantragten Revision der Urteile.
2014 wies der Bundesgerichtshof alle Revisionen als offensichtlich unbegründet zurück. Die Urteile sind damit rechtskräftig.
Am 13. Juni 2016 wurde der Haupttäter Onur U. nach zwei Jahren vorzeitig wegen guter Führung aus der Haft entlassen.

## Reaktionen
Der Vorfall wurde bundesweit bekannt, zunächst „wegen der Brutalität der Tat und der Banalität des Anlasses“, aber auch wegen der politischen Verwicklungen um Strafverfolgung und Staatsangehörigkeit des türkisch-deutschen Haupttatverdächtigen. Als Reaktion auf die Tötung wurde die Polizeipräsenz im Bereich des Berliner Alexanderplatzes und der angrenzenden weiträumigen Freifläche zwischen Fernsehturm, Marienkirche, Spandauer Straße und den Rathauspassagen verstärkt. An den Wochenenden wurde dauerhaft ein „Kontaktmobil“ stationiert.
An der zentralen Trauerfeier nahmen mehrere Hundert Personen teil, darunter auch Berlins Regierender Bürgermeister Klaus Wowereit und Justizsenator Thomas Heilmann. Das Trauerzeremoniell wurde von buddhistischen Mönchen gestaltet.
Tina K., die acht Jahre ältere Schwester des Opfers, engagiert sich seit dessen Tod gegen Gewalt und für Gewaltprävention. Sie trat u. a. in den Fernseh-Talkshows Anne Will und Maybrit Illner auf und hielt Vorträge in Bildungseinrichtungen zum Thema Jugendgewalt. Zudem gründete sie den Verein I Am Jonny e. V., der sich gegen jede Ausgrenzung insbesondere unter Jugendlichen wendet. Für ihr Engagement erhielt sie 2012 den Medienpreis Bambi und 2014 den Verdienstorden des Landes Berlin.
Das provisorische Mahnmal, ein Pavillon am Tatort, wurde durch ein dauerhaftes ersetzt. Die Schwester des Opfers wünschte sich dafür eine Art Stolperstein, eine in den Gehwegbelag eingelassene Gedenkplatte. Am 14. Oktober 2013, dem ersten Todestag von Jonny K., enthüllten seine Schwester Tina und Klaus Wowereit eine Messingplatte mit der Nachbildung einer Hand Jonnys. Der Zeremonie wohnten neben Familie und Freunden Innensenator Frank Henkel sowie mehrere Hundert Teilnehmer, darunter Schulkollegen, Touristen und Passanten, bei.

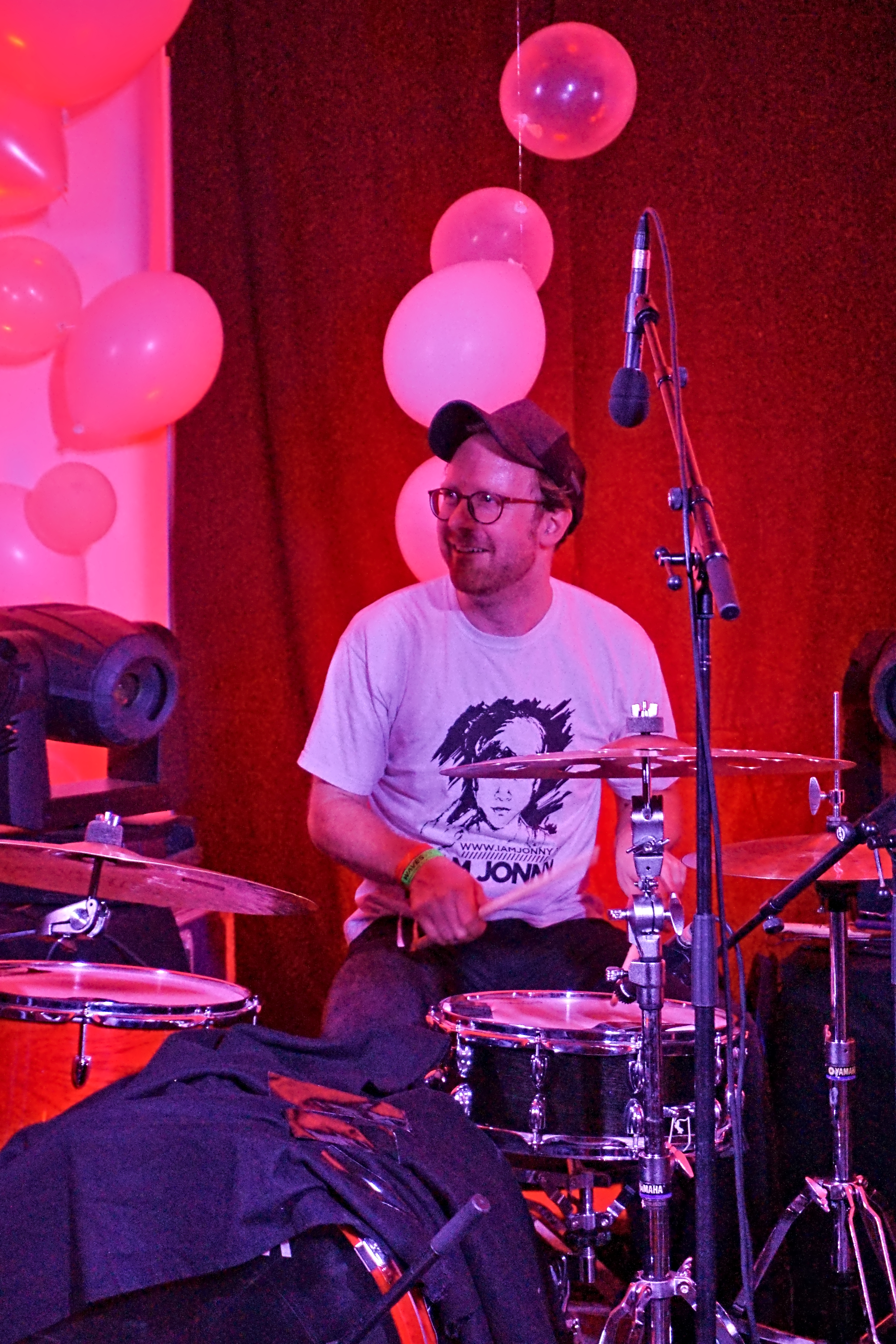
I am Jonny-Shirt bei einem Konzert der Band Theodor Shitstorm in Wien 2018

Am 7. April 2013, dem 21. Geburtstag von Jonny K., wurde im Admiralspalast in Berlin das Gedenkkonzert I am Jonny – Stimmen für unseren Bruder organisiert. Mitwirkende waren unter anderen Seeed, Kool Savas, Blumio, Elif, Blue Man Group, Andreas Bourani, Mic Donet, Glasperlenspiel, Ferdinand Rennie, Peter Freudenthaler, Saint Lu, Jocelyn B. Smith, Günter Lamprecht, Joachim Deutschland und B-Tight. Innensenator Henkel war Schirmherr dieser Veranstaltung mit etwa 1000 Besuchern.